# Neguinho da Beija-Flor
Luiz Antônio Feliciano Neguinho da Beija-Flor Marcondes  (né Luiz Antônio Feliciano Marcondes à Nova Iguaçu, le 29 juin 1949) est un compositeur de samba brésilien. Depuis 1976, il est l'interprète officiel de l'école de samba Beija-Flor.
Il reçoit six fois les prix Troféu Tamborim de Ouro et Estandarte de Ouro. En 2012, il est l'un des nommés pour le "Prêmio Extra" comme la plus grande personnalité du 80e anniversaire du défilé.
Parmi ses chansons à succès, outre la chanson thème de "Globeleza", se distinguent " O Campeão (Meu Time) ", certainement sa composition la plus connue, et "Ângela" (Serginho Meriti / Alexandre).

## Biographie
Fils d'un musicien, il remporte à l'âge de dix ans un concours pour enfants chanteurs en interprétant une samba de Jamelão. En guise de prix, Neguinho a remporté une boîte de pâte de goyave.
Possédant une voix puissante et bien accordée, il fait ses débuts comme chanteur de samba dans le bloc Leão de Nova Iguaçu en 1970. Rejeté dans les coulisses des compositeurs de Salgueiro (son école préférée dans sa jeunesse), Império Serrano, Portela et Mangueira, le jeune compositeur de samba attire l'attention de Cabana ( Silvestre David da Silva ), compositeur de Beija-Flor, qui l'invite à rejoindre les musiciens de l'école. Ainsi, il s'est transféré à Beija-Flor de Nilópolis en 1975. Jusqu'alors, il est connu sous le nom de Neguinho da Vala, un surnom né lors de son enfance terriblement pauvre, à Nova Iguaçu, qui fait référence aux fossés du quartier. À Beija-Flor à Nilópolis, il crée le slogan « Regardez Beija-Flor, les gens !  (le cri de guerre le plus célèbre du Carnaval  ), et reste en fonction jusqu'à ce jour. Beija-Flor fait tellement partie de la vie de Neguinho qu'il a inscrit le nom de scène sur son acte de naissance. De plus, il est le seul parmi les artistes de toutes les écoles à chanter gratuitement. Selon lui : " Si quelqu'un devait payer, ce serait moi à Beija-Flor. Tout ce que j'ai accompli dans la vie, je le dois à l'école. Grâce à cela, j'ai toujours chanté gratuitement et je chanterai toujours. "  
Il remporte le prix Sharp en 1991 dans la catégorie « meilleur chanteur de samba ».

## Prix et nominations
- Estandarte de ouro[8]

1. 1985 – Meilleur interprète (Beija-Flor)
2. 2002 - Meilleur interprète (Beija-Flor)
3. 2003 – Meilleur interprète (Beija-Flor)
4. 2009 - Meilleur interprète (Beija-Flor)
5. 2013 - Meilleur interprète (Beija-Flor)

- Estrela do Carnaval

1. 2009 - Meilleur interprète (Beija-Flor) [9]
2. 2016 - Meilleur interprète (Beija-Flor) [10]

- Feras da Sapucaí

1. 2023 - Meilleur interprète (Beija-Flor) [11]

- Gato de Prata

1. 2015 - Personnalité du Carnaval [12]

- Prix Sharp

1. 1991 - Meilleur chanteur de samba [7]

- Tamborim de Ouro

1. 2002 - A Voz da Avenida[13]
2. 2005 - A Voz da Avenida[14]
3. 2006 - A Voz da Avenida[15]
4. 2007 - Tamborim Nota 10 (Intérprete da Década)[16]